# Meet the Feebles
Meet the Feebles (även under titeln "Vilka Svin!" på VHS i Sverige) är en film från 1989 regisserad av Peter Jackson och skriven av Jackson, Fran Walsh, Stephen Sinclair och Danny Mulheron. Det är en parodi på Mupparna. 

## Handling
Filmens handling kretsar kring en teaterensemble av antropomorfiska djur i en pervers komisk satir.

## Rollista

### Dockspelare
- Danny Mulheron – Heidi the Hippo (i dräkt)
- Jonathon Acorn – huvuddockspelare
- Ramon Aguilar – huvuddockspelare
- Eleanor Aitken
- Terri Anderton
- Sean Ashton-Peach
- Carl Buckley
- Sarah Glensor
- George Port
- Ian Williamson
- Justine Wright

### Röster
- Donna Akersten:
  - Hunden Lucille
  - Katten Samantha
  - Fåret Dorothy
  - Kvinnlig kanin #1
  - Körflicka #2
  - Röst i träningsvideo
- Stuart Devenie:
  - Räven Sebastian
  - Kossan Daisy (Madame Bovine)
  - Kycklingen Sandy
  - Vårtsvinet Cedric
  - Grodan Eight Ball
  - Elefantkycklingen Seymour
  - Kvinnlig kanin #2
  - Körflicka #1
- Mark Hadlow:
  - Flodhästen Heidi
  - Igelkotten Robert
  - Bulldoggen Barry
  - Körflicka #3
- Ross Jolly:
  - Kaninen Harry (med en imitation av Mel Blanc)
  - Jordvark Dennis
  - Ormtjusaren Abi Bargwan
  - Valen Mr. Big
  - Pekinges
  - Krabba 2
  - Vietnamesisk gnagare 2
- Brian Sergent:
  - Råttan Trevor (med en imitation av Peter Lorre)
  - Grodan Wynyard (med en imitation av Jim Ignatowski)
  - Flugan F.W.
  - Ankan dr. Quack (med en imitation av Paul Lynde)
  - Grodan Jim
  - Grodan Chuck
  - Spindeln
  - Vietnamesisk gnagare
- Peter Vere-Jones:
  - Valrossen Bletch
  - Masken Arthur
  - Bagaren
  - Tidningsmusen (tidningsförsäljare)
  - Speaker
- Mark Wright:
  - Elefanten Sid
  - Den maskerade masochisten (The Weta)
  - Hunden Louie
  - Fisken Guppy
  - Pudeln
  - Bartenderormen
  - Krabba 1
  - Körflicka #4
- Fane Flaws – musikgroda (okrediterad)